# Kurt Latte
Kurt Latte (Königsberg, 9 marzo 1891 – Tutzing, 18 giugno 1964) è stato un filologo classico tedesco.
Latte studiò alle Università di Königsberg, Bonn e Berlino. Conseguito il dottorato a Königsberg nel 1913, iniziò a lavorare all'edizione del glossario di Esichio di Alessandria. Richiamato alle armi durante la prima guerra mondiale, nel 1920 Kurt Latte conseguì l'abilitazione alla docenza presso l'Università di Münster con un lavoro sul diritto sacro nell'antica Grecia. Nel 1923 fu professore anche a Greifswald, nel 1926 a Basilea e nel 1931 a Gottinga. A causa delle sue origini ebraiche nel 1935 fu messo a riposo forzato.
Nel 1945 fu di nuovo assunto alla cattedra di Göttingen. Dal 1949 al 1956 fu presidente e vice presidente dell'Accademia delle Scienze di Göttingen e presidente della Mommsen-Gesellschaft ("Società Mommsen"). Dal suo pensionamento nel 1957 si ritirò a Tutzing. La sua attività scientifica si concentrò soprattutto sull'edizione di Esichio e sulla storia delle religioni.

## Pubblicazioni
- Heiliges Recht. Untersuchungen zur Geschichte der sakralen Rechtsformen in Griechenland. Mohr, Tübingen 1920; Nachdruck Scientia, Aalen 1964.
- (Hrsg.): Hesychii Alexandrini Lexicon. Bd. 1 und 2. Munksgaard, Hauniae (= Kopenhagen) 1953 und 1966.
- Römische Religionsgeschichte. Beck, München 1960 und Nachdrucke (Handbuch der Altertumswissenschaft, Abt. 5, Teil 4), ISBN 3406013740.
- Kleine Schriften zu Religion, Recht, Literatur und Sprache der Griechen und Römer. Beck, Monaco di Baviera, 1968.
- Carl J. Classen (Hrsg.): Kurt Latte: Opuscula inedita. Zusammen mit Vorträgen und Berichten von einer Tagung zum vierzigsten Todestag von Kurt Latte. Saur, Monaco di Baviera, 2005 (Beiträge zur Altertumskunde, 219), ISBN 3598778317.